# Jan Lehane
Jan Lehane O’Neill (* 9. Juli 1941 in Piney Range bei Grenfell, New South Wales) ist eine ehemalige australische Tennisspielerin.

## Karriere
Lehane gewann ab 1953 bereits als Juniorin zahlreiche Titel, darunter die Meisterschaften von New South Wales, Queensland, Victoria und South Australia. 1958 und 1959 gewann sie den Juniorinnentitel bei den Australischen Meisterschaften. Sie war eine der ersten Spielerinnen, die mit beidhändiger Rückhand spielte.
1959 und 1960 gewann Lehane das Turnier von Sydney. Von 1960 bis 1963 zog sie bei den Australischen Meisterschaften durchgehend ins Finale ein, musste sich aber jeweils Margaret Smith Court geschlagen geben. Im Mixed gewann sie dort 1960 mit Trevor Fancutt und 1961 an der Seite von Bob Hewitt den Titel. Auch bei den übrigen Grand-Slam-Turnieren trat sie zwischen 1960 und 1964 regelmäßig an und erreichte im Einzel mehrfach das Viertelfinale. 1963 wurde sie in die australische Fed-Cup-Mannschaft berufen, für die sie alle drei Partien gewinnen konnte.
Nachdem Lehane sich 1965 und 1966 bereits weitgehend aus dem Turnierzirkus zurückgezogen hatte, trat sie 1967 nochmals in Melbourne, Paris und Wimbledon an; in Wimbledon drang sie bis ins Achtelfinale vor. Danach nahm sie nur noch sporadisch an den Australian Open teil, zuletzt im Jahr 1977.